# Voce democratica della Birmania
La Voce democratica della Birmania (o DVB, dall'inglese Democratic Voice of Burma) è un'organizzazione non profit situata a Oslo, in Norvegia, dedita alla diffusione di programmi radiofonici e televisivi in Myanmar (ex Birmania). 
È gestita da birmani in esilio che intendono fornire agli abitanti del loro paese informazioni non censurate dal loro regime militare, concentrandosi soprattutto sui relativi avvenimenti in campo politico e sulle attività dell'opposizione.

## Storia
La DVB iniziò le sue trasmissioni nel luglio 1992. Dal luglio 2005 realizza due ore di programmi radio al giorno che, secondo la redazione, sono seguite da milioni di ascoltatori.
Il 28 maggio 2005 la DVB avviò anche una rete televisiva via satellite con l'intento dichiarato di raggiungere decine di milioni di persone in Myanmar, divenendo con ciò il primo canale libero ed indipendente in lingua birmana.
Infine aggiunse una seconda rete tv alla sua offerta, in modo da poter ottenere ascolti maggiori nell'orario serale.
Il suo status è paragonabile a quello di un'altra organizzazione non profit, ovvero la Libera Voce dei Paesi Bassi.